# 李載先
李 載先（イ・ジェソン、朝鮮語:이재선、? - 1881年10月28日）は、李氏朝鮮末期の武臣・政治家。
興宣大院君李昰応の最初の息子だったが庶子であり、技女妾が産んだ。高宗李㷩と興親王李載冕の異母兄である。哲宗末期、武科に及第し、高宗の即位後は軍官職を歴任した。1874年11月に摂政であった興宣大院君がグォルムン出入りを拒否されて権力の座から追放された後も、ずっと軍官を務めた。
1881年、興宣大院君の追放に不満を抱いた大院君の側近は、衛正斥邪と結託して高宗と閔妃を廃位させ、載先を国王に推戴しようとした。同年8月29日に広州南漢山城の兵士たちが義禁府にこれを報告し、さらに載先の妹婿李允用が高宗と閔妃を訪ねて直接暴露した。同年9月3日、政変関係者30人が各所で義禁府に逮捕されると同時に、載先も弾劾を受けた。文武高官たちの弾劾、糾弾の最後に、載先は済州島済州牧へ流刑された。政変関係者30人は義禁府の尋問後に斬首刑とされた。1881年10月28日、載先は高宗の死薬を受けて死んだ。

## 栄典
- 왕비 민씨와 대원군 （朝鮮語）
- 월산대군이‘빈 배’탄 이유 오직 살기 위해서였다 중앙일보 Joins-i magazine 2009.06号(2009.06.01) 182号 （朝鮮語）
- <nowkik>[</nowkik>김국헌 칼럼<nowkik></nowkik>‘군수비리’를 보면서 임오군란이 떠오르는 까닭] 아시아엔  2015.03.31. （朝鮮語）